# Charles Rivière-Hérard
Charles Rivière-Hérard (Port - Salut, 16 de fevereiro de 1776 - Paris, 31 de agosto de 1850) foi o terceiro presidente do Haiti. Morreu no exílio na Jamaica.